# ميشيل فورنير (مصور سينمائي)
ميشيل فورنير (بالفرنسية: Michel Fournier)‏ هو مصور سينمائي فرنسي، ولد في 1945، وتوفي في 2008.

## وصلات خارجية
- ميشيل فورنير على موقع IMDb (الإنجليزية)
- ميشيل فورنير على موقع ألو سيني (الفرنسية)
- ميشيل فورنير على موقع كينوبويسك (الروسية)